# Restland Memorial Park
Restland Memorial Park è un cimitero situato a Dallas, in Texas. È l'ultima dimora di molte figure di spicco nell'area di Dallas, inclusi politici ed atleti professionisti.
Si trova sulla 13005 Greenville Avenue, Dallas, Texas 75243 North of I635 sulla Hwy 75, vicino al Richland College.

## Sepolture celebri
- Heinz Becker – prima base dei Chicago Cubs e dei Cleveland Indians negli anni '40
- William Arvis Blakley – ex senatore degli Stati Uniti dal Texas
- Bill Boyd – attore e musicista di C&W[1]
- Jim Boyd – fratello di Bill Boyd
- David Browning – tuffatore olimpico
- Earle Cabell –  ex sindaco di Dallas, membro della Camera dei rappresentanti degli Stati Uniti
- Tom Campbell Clark  – Giudice della Corte Suprema degli Stati Uniti
- James Mitchell Collins  – membro della Camera dei rappresentanti degli Stati Uniti per il 3º distretto congressuale del Texas (1968-1983)
- Patrick Cranshaw – attore[2]
- Boyce DeGaw – sceneggiatore[3]
- Mike Gaechter – difensore dei Dallas Cowboys negli anni '60
- Salvador Gliatto – lanciatore MLB
- Ed Gossett – membro del Congresso
- Jerry Gray – arrangiatore, compositore e direttore d'orchestra
- Willie Hutch – cantante e cantautore
- Hattie Leah Henenberg –  avvocato, membro della All-Woman Supreme Court del 1925
- Sam Johnson – ex rappresentante degli Stati Uniti per il 3º distretto congressuale del Texas (1991-2019)
- Nathalie Krassovska – ballerina del Ballet Russe de Monte Carlo e direttrice del Krassovska Ballet Jeunesse, Dallas
- Frank Lane – dirigente MLB
- Herman Lay – uomo d'affari
- Jim Levey – interbase della Major League degli anni '30
- Bronko Lubich – wrestler e arbitro
- Harvey Martin – difensore dei Dallas Cowboys negli anni '70 e '80[4]
- Jerry Mays – giocatore di football
- Norm McRae – lanciatore BLP[5]
- Justin Mentell – attore
- Smokey Montgomery – suonatore di banjo[6]
- Ray Morehart – MLB infielder
- Ray Price – cantante country-pop[7]
- Jethro Pugh – giocatore di football
- Steve Ramsey – quarterback del football
- Arcivescovo Dmitri+ (Royster) – Arcivescovo e fondatore della Diocese of the South (Chiesa ortodossa in America)
- Russell A. Steindam – ufficiale, decorato con la Medal of Honor
- Tex Schramm – dirigente della NFL[8]
- Russell A. Steindam – ufficiale dell'esercito degli Stati Uniti, decorato con la Medal of Honor
- Robert L. Thornton – uomo d'affari e sindaco di Dallas
- Betty Jane Tucker – cantante[9]